# 26097 Kamishi
26097 Kamishi este o planetă minoră (asteroid), cu un diametru de 3,414 km, din centura de asteroizi. A fost descoperită pe 6 noiembrie 1988 la Geisei observatory⁠(d) de Tsutomu Seki și a fost numită după Kami. 
Obiectul prezintă o orbită caracterizată de o semiaxă mare de 2,2616487 UAi, o excentricitate de 0,2180037, o înclinație de 5,10498 ° în raport cu ecliptica.